# Hamdullah Sincar
Hamdullah Sincar (* 1. Januar 1996 in Diyarbakır) ist ein türkischer Fußballspieler.

## Karriere
Sincar begann mit dem Vereinsfußball in der Jugend von Diyarbakır Hançepekspor. Hier wurde er von den Talentscouts Sakaryaspors gesichtet und in deren Nachwuchs geholt. Nachfolgend spielte er für die Jugendmannschaften der Vereine Sakaryaspor, Galatasaray Istanbul, Bucaspor und Elazığspor, ehe er 2014 in seine Heimatstadt Diyarbakır zurückkehrte und in die Nachwuchsabteilung von Amed SK wechselte.
Hier wurde er im Januar 2015 mit einem Profivertrag ausgestattet und im Sommer 2015 in den Profikader aufgenommen. Bis zur nächsten Rückrunde spielte er in einer Pokal- und einer Drittligapartie. Zur Rückrunde wurde er vom Zweitligisten Yeni Malatyaspor verpflichtet.